# Zbigniew Bąkiewicz
Zbigniew Marian Bąkiewicz vel Stanisław Fabian vel Andrzej Kremowicz vel Banks, ps.: Andrzej, Zabawka, T-2 (ur. 5 lutego 1912 w Chrobotach, powiat Błonie, obecnie Warszawski Zachodni zm. 26 października 1996 w Anglii) – polski oficer zawodowy w Wojsku Polskim w okresie międzywojennym, porucznik, cichociemny, dowódca dywersji III Odcinka Wachlarza i instruktor wyszkolenia, żołnierz batalionu „Ostoja” w powstaniu warszawskim, major piechoty. Zwykły Znak Spadochronowy nr 0055, Bojowy Znak Spadochronowy nr 1535.

## Życiorys
Uczył się w szkole przygotowawczej w Poznaniu, następnie w gimnazjum w Szamotułach, w Ostrowie pod Wieleniem oraz w Czarnkowie. Od 1929 uczył się w Liceum Handlowym Koedukacyjnym Izby Przemysłowo – Handlowej w Poznaniu, w 1932 zdał egzamin dojrzałości. Podjął studia w Wyższej Szkole Handlowej w Poznaniu. Od sierpnia 1933 w Szkole Podchorążych Rezerwy Piechoty przy 29 Pułku Strzelców Kaniowskich, po jej ukończeniu na praktyce jako dowódca drużyny 29 Pułku Strzelców Kaniowskich w Kaliszu.
Od 27 czerwca1935 roku w Straży Granicznej, przydzielony do placówki Komisariatu Ujście, od 16 sierpnia 1936 do placówki Wronki. Awansowany na stopień podporucznika 1 stycznia 1936. Od 31 października 1936 w placówce Inspektoratu Straży Granicznej w Ostrowie Wielkopolskim. Od lipca do października 1937 uczestnik kursu oficerów rezerwy 57 Pułku Piechoty 14 Dywizji Piechoty, w 1938 uczestnik półrocznego kursu w Centralnej Szkole Straży Granicznej w Rawie Ruskiej, po jego ukończeniu przydzielony do Komisariatu SG w Sośniu. 7 sierpnia 1939 przydzielony jako p.o. komendanta Komisariatu w Sośniu Wielkopolskim, awansowany na stopień aspiranta SG.
W kampanii wrześniowej ranny 1 września, krótko w niemieckiej niewoli. Przydzielony do Oddziału Wydzielonego WP płk. Jana Izińskiego – Zientarskiego 10 Dywizji Piechoty, w obronie granicy na odcinku pomiędzy Wieruszowem a Kępnem. Później w Zgrupowaniu Straży Granicznej płk. Niementowskiego z Rawy Ruskiej, walczył do 18 września w rejonie Sokala. 20 września 1939 przekroczył granicę z Węgrami, internowany w obozie Mándok. 1 lutego 1940 uciekł. przedostał się do Francji, 7 marca 1940 wstąpił do Polskich Sił Zbrojnych, przydzielony do Ośrodka Wyszkolenia Oficerów w Vichy, do Legii Oficerskiej. Uczestnik kursu przeciwpancernego w Chateaubriant.
Po upadku Francji 25 czerwca 1940 ewakuowany z St. Jean de Luz do Wielkiej Brytanii, dotarł 27 czerwca 1940 do Plymouth. Przydzielony do 4 Brygady Kadrowej Strzelców przekształconej później w 1 Samodzielną Brygadę Spadochronową.
Zgłosił się do służby w kraju, przeszkolony ze specjalnością w dywersji na kursach specjalnych dla kandydatów na cichociemnych, m.in. dywersyjno-strzeleckim (STS 25, Inverlochy), spadochronowym, walki konspiracyjnej, odprawowym. Zaprzysiężony na rotę ZWZ/AK 11 grudnia 1941 w Londynie, obrał pseudonim „Zabawka”, awansowany na stopień porucznika ze starszeństwem od 27 marca 1942.
Skoczył ze spadochronem do okupowanej Polski w nocy 27/28 marca 1942 w próbnym sezonie operacyjnym, w operacji lotniczej „Boot” na placówkę odbiorczą „Trawa” w okolicach miejscowości Przyrów, 34 km od Częstochowy. Razem z nim skoczyli: ppor. Lech Łada ps. Żagiew, ppor. Rafał Niedzielski ps. Mocny, por. Jan Rostek ps. Dan, por. Tadeusz Śmigielski ps. Ślad oraz kurier Delegatury Rządu na Kraj ppor. Leszek Janicki ps. Maciej.
Po aklimatyzacji do realiów okupacyjnych przydzielony jako dowódca dywersji oraz instruktor wyszkolenia III Odcinka Wachlarza. Od grudnia 1942 wykładowca taktyki dywersyjnej w szkole dywersji „Zagajnik”.
W Powstaniu Warszawskim w Oddziale VI Komendy Głównej AK (w tzw. II rzucie KG AK), jako informator taktyczny w sztabie ppłk Wolskiego w rejonie Śródmieście Południe. Od 28 września oficer łącznikowy w batalionie „Ostoja”. 1 października 1944 zweryfikowany w stopniu kapitana, ze starszeństwem od 1 stycznia 1945, odznaczony Krzyżem Walecznych. Po kapitulacji powstania w niewoli niemieckiej, w obozie X-B Sandbostel, następnie pieszo do oflagu w Lubece. 2 maja 1945 uwolniony przez wojska brytyjskie.
Od 10 maja 1945 w Wielkiej Brytanii, do 4 września 1949 roku służył w PKPR. Zmienił nazwisko na Banks. Po demobilizacji początkowo był właścicielem zakładu zegarmistrzowskiego, później zajmował szereg stanowisk w przedsiębiorstwie swojego teścia, T.N. Cole’a „Vidor”, aż do stanowiska dyrektora generalnego.
Zmarł 26 października 1996 w Edenbridge (Wielka Brytania), pochowany na cmentarzu Junikowo w Poznaniu (pole 8, rząd A, miejsce 1).

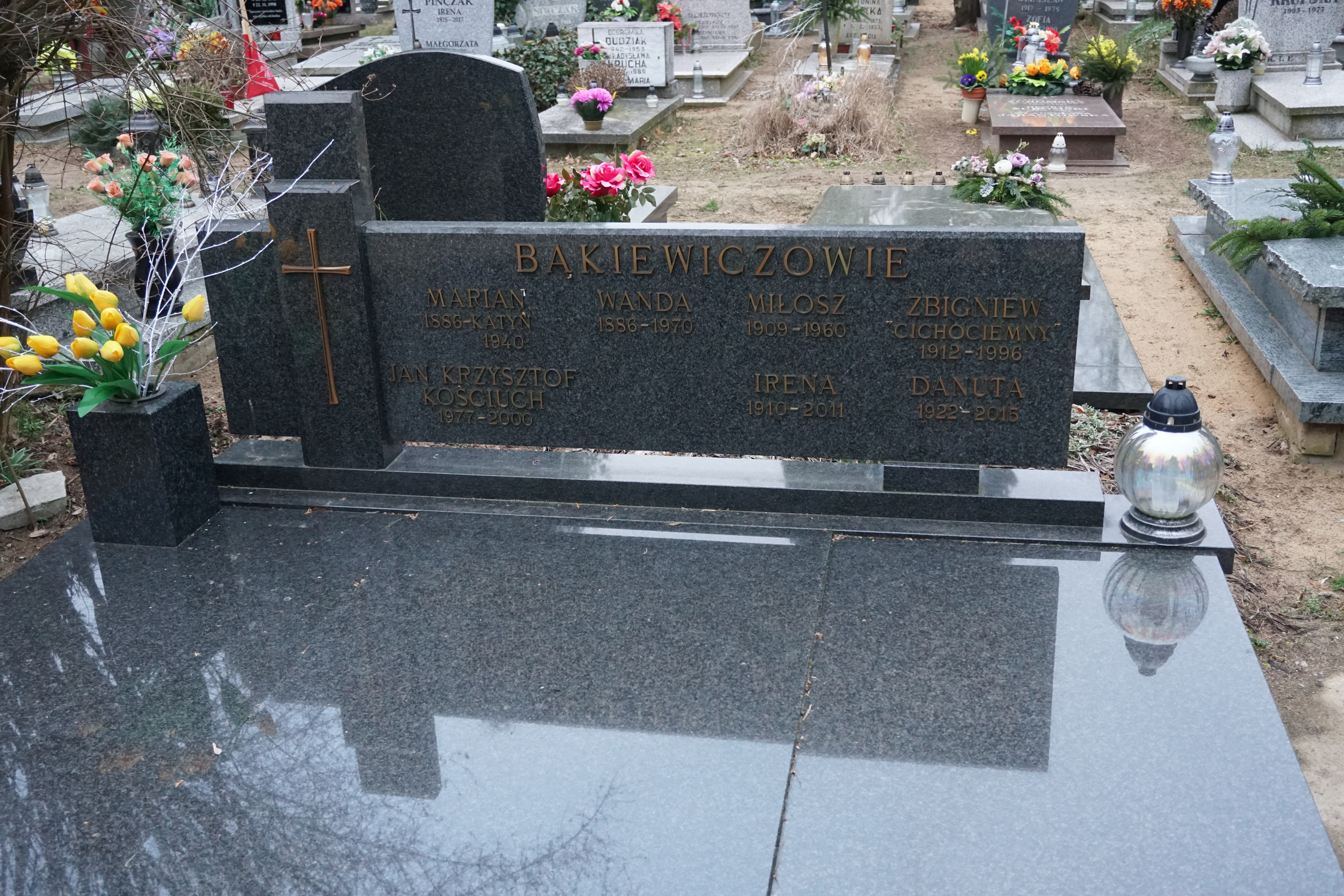
Grób Zbigniewa Bąkiewicza na Cmentarzu Junikowskim

## Awanse
- podporucznik – 1 stycznia 1936 roku
- porucznik – ze starszeństwem z dniem 27 marca 1942 roku
- kapitan – zweryfikowany 1 października 1944 roku ze starszeństwem z dniem 1 stycznia 1945 roku
- major[potrzebny przypis] –

## Odznaczenia
- Krzyż Walecznych – czterokrotnie
- Złoty Krzyż Zasługi z Mieczami.

## Życie rodzinne
Był synem Mariana, oficera Wojska Polskiego, i Wandy z domu Fabian. Był trzykrotnie żonaty:
- w 1938 roku ożenił się z Władysławą Szymańską (ur. 1912). Mieli syna Jacka (ur. 1939)
- w 1948 roku ożenił się z Valery Cole. Mieli dwie córki: Sandrę (ur. 1949) i Danutę (ur. 1951)
- w 1969 roku ożenił się z Anną Chudoń (ur. 1943). Mieli syna Jeremy’ego.